# ARR (компьютер)

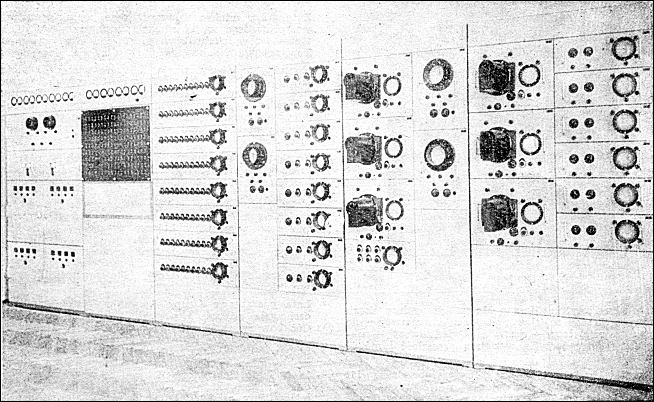
Анализатор дифференциальных уравнений

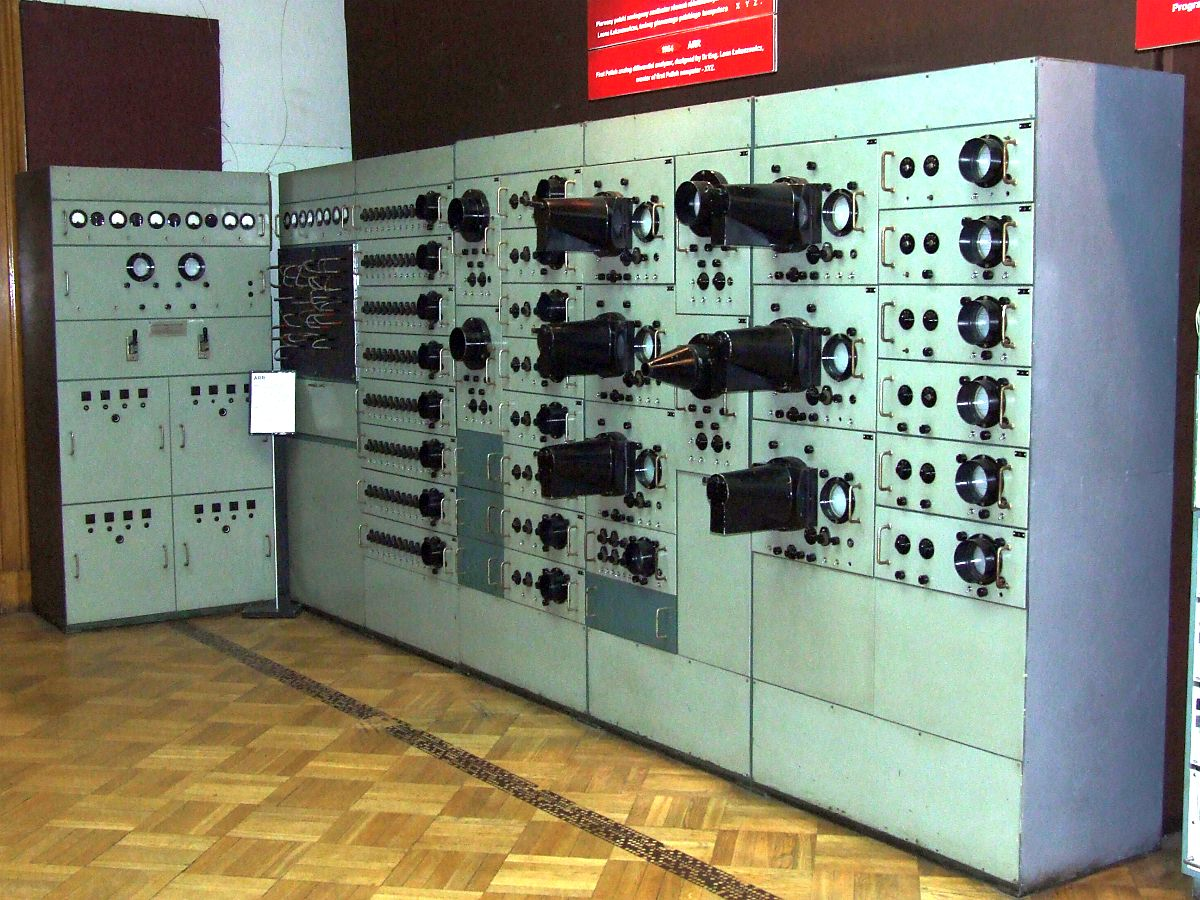
Полный комплекс ARR в Варшавском Музее техники

ARR (пол. Analizator Równań Różniczkowych, Анализатор дифференциальных уравнений) — польский аналоговый компьютер и первый польский электронный компьютер. Собран в Польше в 1953 году в лаборатории Группы математических аппаратов при Государственном математическом институте в Варшаве. Команду конструкторов возглавлял Леон Лукашевич, также в команде работали Анджей Лазаркевич, Ян Лаврынович, Анджей Свитальский и Антоний Островский. Все инженеры-разработчики были в 1954 году отмечены Государственной наградой ПНР II степени за развитие науки.

## Данные
- Вычислительные элементы
  - 8 интеграторов (на основе операционных усилителей)
  - 8 сумматоров
  - 6 умножителей
  - 6 генераторов функций (нелинейных)
- Рабочие элементы
  - 400 электронных ламп
- Возможности
  - Решение до восьми дифференциальных уравнений первого порядка

## Эффективность
Компьютер мог решать системы дифференциальных уравнений с точностью до нескольких промилле. Условия уравнения легко изменялись поворотом ручек потенциометров, и результаты этих изменений были видны одновременно на нескольких экранах. Подобные возможности в течение длительного времени не были доступны даже цифровым устройствам. Компьютер ARR стал первым регулярно эксплуатирующимся устройством в Польше.